# Sternoppia striata
Sternoppia striata är en kvalsterart som beskrevs av Sandór Mahunka 1983. Sternoppia striata ingår i släktet Sternoppia och familjen Sternoppiidae. Inga underarter finns listade i Catalogue of Life.